# Jean Offenberg
Jean Henri Marie Offenberg est né à Laeken le 3 juillet 1916 et décédé le 22 janvier 1942 à Digby (en).
Le Flight Lieutenant Jean « Pyker » Offenberg, DFC est un as belge de la RAF durant la seconde guerre mondiale.

## Avant guerre
Engagé comme élève pilote en 1936, attaché à la 77e promotion, il est breveté en mars 1938 et affecté à la 4e Escadrille du 2e Groupe du 2e Régiment d'Aéronautique(4/II/2) basé à Nivelles, équipée de Fairey Firefly. Au début 1940, il volera sur Fiat CR.42 Falco.

## Durant la guerre
La Belgique entre en guerre le 10 mai 1940 lorsqu'elle est envahie par les troupes allemandes. À ce moment, le Groupe d'Offenberg est affecté à Brustem. C'est là qu'il participe à ses premiers combats aériens et revendique un Dornier Do 17 abattu et un autre endommagé dès le premier jour de la guerre.
Sous la poussée allemande, son unité se retire sur Chartres d'où il part quelques jours plus tard, le 19 juin, en compagnie d'Alexis Jottard, vers Montpellier à bord d'un Caudron Simoun. Il continue vers l'Algérie pour finalement rejoindre Oujda où s'est installée l'école belge de pilotage.
De là, ils essaient d'obtenir un avion pour gagner Gibraltar. Devant leur insuccès, ils prennent le train pour Casablanca où ils se joignent à d'autres pilotes belges et polonais qui tentent de rejoindre l'Angleterre. Leur périple les mène à bord du cargo Djebel Druse pour Gibraltar et ensuite à bord du Har Sion à destination de Liverpool où ils accostent le 16 juillet 1940.
Offenberg est nommé Pilot Officer le 30 juillet 1940 et rejoint l'OTU (Operational Training Units) 6 à Sutton Bridge pour conversion sur Hurricane. Le 17 août 1940 il est versé à la 145e Escadrille avec laquelle il participe à la Bataille d'Angleterre sur Hurricane et, à partir de janvier 1941, sur Spitfire.
Les Anglais, incapables de prononcer son surnom Peike le déforment en Pyker.
Le 17 juin 1941 il arrive, en compagnie de Baudouin de Hemptinne, à la 609e Escadrille, alors à Biggin Hill, qui comprend déjà des pilotes belges de la RAF. Et le lendemain, il est le premier Belge à recevoir la Distinguished Flying Cross. Il écrit « J'ai reçu la D.F.C. Je ne crois pas que je la mérite ».
Le 19 novembre 1941, l'escadrille est transférée à la base de Digby (en) dans le Lincolnshire.
Le 22 janvier 1942, il s'envole avec un autre pilote belge « Balbo » Roelandt pour un vol d'entraînement. Un pilote anglais de la 92e Escadrille simule alors une attaque sur le leader de la formation. Il rate sa manœuvre et percute l'avion d'Offenberg coupant la queue du Spitfire. Les deux appareils s'écrasent tuant leurs pilotes. Il est enterré le 26 janvier 1942 dans le cimetière de Digby.
Il a à son actif 7 (5 + 2 partagés) avions détruits, 5 probables et 7 (5 + 2 partagés) endommagés.

## Hommage
- La base aérienne du 2e Wing Tactique à Florennes devient la Base Jean Offenberg le 20 août 1956.
- Il est abondamment cité dans les souvenirs de guerre des pilotes belges Raymond Lallemant[7] et Charles Demoulin[8]